# Ugljare (Kosovo Polje)
Pour les articles homonymes, voir Ugljare.
Uglar en albanais et Ugljare en serbe latin (en serbe cyrillique : Угљаре) est une localité du Kosovo située dans la commune/municipalité de Fushë Kosovë/Kosovo Polje, district de Pristina (Kosovo) ou district de Kosovo (Serbie). Selon le recensement kosovar de 2011, elle compte 1 186 habitants.
Selon le découpage administratif kosovar, elle fait partie de la commune/municipalité de Gračanica/Graçanicë.

## Démographie

### Évolution historique de la population dans la localité
| 1948 | 1953 | 1961 | 1971 | 1981 | 1991  | 2011  |
| ---- | ---- | ---- | ---- | ---- | ----- | ----- |
| 595  | 682  | 748  | 763  | 949  | 1 107 | 1 186 |

|  |

### Répartition de la population par nationalités (2011)
En 2011, les Albanais représentaient 67,28 % de la population et les Serbes 31,79 %.